# Old Church Basement
Old Church Basement é um álbum ao vivo colaborativo entre as bandas gospel estadunidenses Maverick City Music e Elevation Worship, em 2021. Debutou no dia 30 de abril de 2021,  via Sony Music Nashville por meio de seus selos Elevation Worship Records e Provident Label Group . O álbum conta com participações de Dante Bowe, Chandler Moore, Naomi Raine, Brandon Lake, Joe L. Barnes, Tiffany Hudson, Chris Brown e Amanda Lindsey Cook . 